# چوب چینی
چوب چینی نوعی گیاه رونده از سرده ازملک است. این گونه بومی چین، کره، تایوان، ژاپن (از جمله جزایر ریوکیو و اوگاساوارا)، فیلیپین، ویتنام، تایلند، میانمار و هند است. در طب سنتی خواص زیادی برای چوب چینی ذکر شده است؛ به طوری که از آن به عنوان یکی از سته کثیر المنفعه (۶ عنصر پرفایده) یاد شده است.